# Goera dilipa
Goera dilipa is een schietmot uit de familie Goeridae.
De soort komt voor in het Oriëntaals gebied.